# MC Mack
MC Mack, pseudonimo di Donell Barton Jr. (Memphis, 20 marzo 1975), è un rapper, compositore e imprenditore statunitense. È noto per il suo modo frenetico di produrre musica con facilità, rilasciando più di 60 mixtape e 30 album fin dall'inizio della sua carriera, così come la sua riluttanza ad unirsi a Hypnotize Minds negli anni '90, è considerato uno dei pionieri del Sud.
Ha classificato 54 tra i migliori artisti rap.

## Carriera musicale
Donell è nato il 20 marzo 1975 a Memphis, nel Tennessee, dopo che Donell aveva compiuto 9 anni, era al liceo della Raleigh-Egypt High School, dove ha iniziato a fare musica. Ha influenze da Marvin Gaye, Tupac Shakur. Dice di averlo sentito e ha pensato che gli piacesse perché piaceva ai suoi genitori, ma quando ha compiuto 10 anni si è reso conto che amava la musica. Donell ha ereditato un grande gusto musicale dai suoi genitori.
Ha iniziato negli anni '90 a comporre i suoi primi brani mentre frequentava la scuola media nella High School di Raleigh-Egypt, "Go To Church Hoe" con la partecipazione della cantante Gangsta Boo e "Let's Make A Stang" con il rapper Juicy J entrambi in quell'epoca erano membri del gruppo di hip hop Three 6 Mafia.
Nel 1991, MC Mack e Lil Corb si incontrarono con l'altro rapper e produttore musicale Scan Man. Questi tre, insieme ad altri rapper locali, formarono un gruppo inizialmente chiamato "Killa Klan Kaze", che in seguito divenne noto come "The Kaze". Il primo contratto discografico per il gruppo era con Hypnotize Minds, sotto l'etichetta pubblicarono il loro primo album, "Kamakazie Timez Up" nel 1998.
Nel 1992, MC Mack e Lil Corb si incontrarono con l'altro rapper e produttore musicale Scan Man. Questi tre, insieme ad altri rapper locali, formarono un gruppo inizialmente chiamato "Killa Klan Kaze", che in seguito divenne noto come "The Kaze". Il primo contratto discografico per il gruppo era con Hypnotize Minds, sotto l'etichetta pubblicarono il loro primo album, Kamakazie Timez Up nel 1998.

## Discografia

### Album di Studio
- Chapters of Tha Mack For Life (2000)
- Talez From Da Mackside (2001)
- Macknificent (2003)
- Pure Ana: Part 1 (2009)
- Pure Ana: Part 2 (2010)
- Pure Ana Par1.5 (2010)
- Pure Ana Part 3: Ana Kingz	 (2010)
- The President & Da Undaboss (2011)
- Pure Ana Vol. 4: Portrait of an Assassin (2011)
- The President & Da Undaboss (2011)
- The President & Da Undaboss (Dragged-N-Chopped) (2012)
- For Life da Undaboss, Vol. 5 (2014)
- Macknificent Villains (2015)
- Best of Pure Ana (2017)
- North Memphis Playa Click (2017)
- Immackulate: Dragged & Chopped (2017)
- Macknificent Villains: Dragged & Chopped (2017)
- Still Mackin (2018)
- My 1st Recordings (2018)
- Dragged & Chopped Greatest Hits: Side A (2018)
- Dragged & Chopped Greatest Hits, Side B (2018)
- Dragged & Chopped Greatest Hits, Side C (2018)
- Dragged & Chopped Greatest Hits, Side D (2018)
- Dragged & Chopped Greatest Hits, Side E (2018)
- Return of da Mack (2018)
- Euphanasia (2018)
- Still Mackin' (2018)
- Euphanasia (2018)
- Immackulate (2018)